# Thermes de Châtelguyon
Les thermes de Châtelguyon ou Grands-Thermes sont des thermes situés sur la commune de Châtel-Guyon dans le département français du Puy-de-Dôme, en région Auvergne-Rhône-Alpes.

## Historique
Les Grands-Thermes sont construits en 1906 par l’architecte François-Benjamin Chaussemiche, Grand Prix de Rome (1893), à la demande de la Société des Eaux Minérales pour donner prestige à la station thermale. Ils ferment en 2004,.

### Protection
L'établissement thermal est inscrit partiellement au titre des monuments historiques par arrêté du 15 janvier 1990.

## Description
Bâtiment néoclassique doté d’un pavillon à mosaïques, de galeries chauffées, d’une buvette en verre coloré, de cabines de bain avec mobilier en bois clair. En 1937, les terrasses sont remplacées par des toitures à deux versants et les colonnes intérieures par du béton lisse.